# Gora Smelyh
Gora Smelyh (englische Transkription von russisch Гора Смелых Gora Smelych, deutsch ‚Berg der Mutigen‘) ist ein Nunatak in den Prince Charles Mountains des ostantarktischen Mac-Robertson-Lands. Er ragt unmittelbar nordöstlich des Francey Hill in der Aramis Range auf.
Russische Wissenschaftler benannten ihn. Der weitere Benennungshintergrund ist nicht überliefert.